# Дорофеев, Александр Николаевич (1957)
Александр Николаевич Дорофеев (3 июня 1957, Барнаул) — советский и российский футболист, защитник, российский тренер.

## Биография
Воспитанник ДЮСШ «Динамо» Барнаул, тренер Владимир Васильевич Жучков. Участник полуфинала всесоюзного юношеского первенства СССР в Барнауле. В 1975 году играл за команду «Шинник» на первенство города, в одном из матчей получил тяжелую травму — разрыв мениска, после чего год не играл. За «Динамо» во второй лиге СССР провёл 10 сезонов в 1977—1986 годах, в 264 матчах забил 19 голов на позиции левого крайнего защитника. Физически сильный и выносливый, выделялся грамотным выбором позиции. Цепкий и неуступчивый в единоборствах, хорошо играл головой, обладал сильным ударом.
В дальнейшем играл во второй лиге за «Прогресс» Бийск (1988—1989), второй низшей лиге за «Динамо» / «Мароканд» Самарканд (1990—1991), первой российской лиге за «Динамо» Барнаул (1992), «Сахалин» Холмск.
Работал вторым тренером в командах «Сахалин» Холмск (1995), «Динамо» Барнаул (1996—1999, 2004—2005), «Чкаловец-1936» Новосибирск (2000—2002), «Металлург-Кузбасс» Новокузнецк (2003) Динамо (Киров) (2009—2010).
В 2004 году окончил Высшую школу тренеров. Работал главным тренером в «Динамо» Барнаул (10 сентября 2005 — 6 августа 2008), омском «Иртыше» (27 августа 2010 — 11 июля 2011, 19 августа 2011 — 2 июля 2012).